# 154-й батальйон шуцманшафту
154-й батальйон шуцманшафту (нім. 154. Batalion Schutzmannschaft / Schutzmannschaft-Bataillone № 154 (Krim-Tataren) / SchutzmannschaftsBtl 154 / Schutzmannschaft Bataillon 154 (tatarische)) — поліцейський охоронний підрозділ німецької допоміжної поліції (нім. Schutzpolizei), сформований у липні 1942 р. у Сімферополі. Один з восьми, так званих, татарських шуцманшафт-батальйонів. Батальйон проходив підготовку у Сімферополі і залишився там після підготовки як запасна частина (крім одного взводу, відправленого до села Бешуй для проходження служби). У жовтні 1942 року чисельність батальйону становила 679 осіб.
За даними українських істориків Олега Бажана та Івана Дерейка у грудні 1942 року до 154-го батальйону було переведено близько 350 українських військовополонених. За даними Івана Дерейка батальон формувався на базі української робочої колони, татарами були кілька офіцерів, а кількість українців становила 350 чоловік, яких лише наприкінці 1943 року розподілили в інші частини, прийнявши на їхнє місце місцевих добровольців
154-й батальйон займався облавами та виявленням партійно-радянського майна у м. Сімферополі.
За звітами німецького командування про діяльність батальйону з 9 листопада по 28 грудня 1942:
- під час операції з 9 по 12 листопада 93 «татарських добровольця» біля села Оракчі вступили в бій зі 100 партизанами, з яких 1 було вбито і 5 поранено, але їм вдалося втекти;
- 29 листопада в селі Куртулук взяли в полон 2 партизанів, а поблизу села Соллар (10 км від Карасубазара) 5 партизанів було вбито, а 2 тяжко поранених взяли в полон;
- 4 грудня в бою на південь від села Чорнолак (14 км від Карасубазара) 1 партизан захоплений у полон, а іншого поранили, але йому вдалося втекти[1].

З літа 1943 року у частинах «допоміжної поліції порядку» відзначається падіння дисципліни та бойового духу. Командир 154-го батальйону А. Керімов був заарештований німцями як неблагонадійний. До зими 1943 року процес розкладання елементів набув незворотного характеру. В цей період йде відтік «добровольців» (у тому числі кримських татар) з частин та припливу їх партизанські загони. На 5 березня 1944 року у 154-му батальйоні не було і половини особового складу.
Батальйон розформований 8 липня 1944 р. і використовувався для формування Татарського гірсько-єгерського полку СС.